# Cheb Balowski
Cheb Balowski és un grup de música barceloní que barreja estils com l'ska, el reggae, la patxanga, la rumba i el ragga. Cheb Balowski, deriva del verb polonès balovac, que significa divertir-se ballant. La banda està formada per un total d'onze artistes i els seus discos barregen cançons en català, castellà i àrab.

## El grup
Van començar a ser coneguts l'any 2000, quan van realitzar les seves primeres actuacions als voltants de Barcelona. A final d'aquest mateix any, a més a més d'actuar al BAM es van presentar a les Festes del Pilar de Saragossa i van ser el grup seleccionat per Joxe Ripiau per acompanyar-los en els seus comiats de Bilbao (Kafe Antzokia), Guipúscoa (Sala Pagoa) i Barcelona (Cotxeres de Sants).
Els tres discs que han publicat són:
- Bartzeloona (Propaganda Pel Fet, 2001)
- Potiner (Propaganda Pel Fet, 2003)
- Plou Plom (Kasba Music, 2005)

## Els Discs

### Bartzeloona
El setembre de 2001 van publicar el primer CD "Bartzeloona", que va ser produït per Iñigo Muguruza i editat pel segell Propaganda. Les primeres presentacions del disc es van realitzar als festivals Altaveu Frontera de Sant Boi de Llobregat i Mercat de Música Viva de Vic, ambdós a la província de Barcelona i amb una gran repercussió mediàtica. La presentació a Madrid es va realitzar el 18 d'octubre a la Sala Suristán i posteriorment també es van presentar a Bilbao, Vitòria, Saragossa, Osca i finalment Barcelona, on van reunir 900 persones un plujós dijous del mes de novembre.
Ja en el 2002 van continuar les presentacions del seu disc en festivals de més importància com l'Actual (Logronyo, al gener), la Festa de la Diversitat (Barcelona, al maig), el Senglar Rock (Montblanc, al juliol), el Festival de Convivència (Grissolles, França, al juliol), la Mar de Músiques (Cartagena, al juliol), l'Etno Sur (Alcalá de la Real, al juliol) o el Zaragoza Global (Saragossa, al setembre).
En aquest primer disc hi trobem un ambient mediterrani i tot un còctel de ritmes a base de ragga, salsa, ska, rap, raï, patxanga, etc. Utilitzant el català, àrab, francès i castellà per donar una visió crítica i plural de la societat.

### Potiner
Cheb Balowski aposta en aquest nou viatge per aturar-se i fer de l'estada als ports que visita un exercici d'aprofundiment a les tradicions musicals. Fent de potiner un disc transgressor i ple de sorpreses sense perdre el caràcter festiu del primer.
La gira de presentació d'aquest segon disc va incloure al voltant de 150 actuacions repartides per Espanya, Bèlgica, Itàlia, Països Baixos, Alemanya i França. El disc produït per Stephane Carteaux, tècnic habitual dels directes de la banda i antic baixista de Color Humano, va representar un avanç en el desenvolupament artístic del grup que es caracteritza per la densitat rítmica dels temes, amb melodies que giren entre flamenc, ritmes balcànics, àrabs i mediterranis.

### Plou Plom
En la gravació del tercer àlbum, Plou Plom han participat Iñigo Muguruza, David B., Minsa, Fermin Muguruza i Sorkun, i l'han coproduït Stephane Carteaux i David B. El grup incorpora un nou bateria (Jordi Herreros) i substitueix el saxofonista Marcel Pie per Sisu a partir de la sortida de l'àlbum.

## Principals col·laboracions en altres discs
- Barcelona Zona Bastarda (Organic Records, 2002)
- Barcelona Raval Sessions (K Industria, 2003)